# Jacob Metius
Jacobus Metius (c. 1571, Alkmaar - id. 1630) fue un óptico e inventor holandés, al que se le atribuye la creación o contribuciones a la fabricación de uno de los primeros telescopios. Fue hermano del astrónomo Adriaan Adriaanszoon, llamado Metius. 
No es mucho lo que se sabe de él, se especializó en el pulido de lentes y se sabe que hacia octubre de 1608 los Estados Generales discutieron una patente suya de un aparato para ver cosas lejanas como si estuvieran cerca consistente en un telescopio con una lente cóncava y otra convexa con una potencia de tres o cuatro aumentos. Su patente fue tramitada sólo unas semanas después de la del telescopio de Hans Lippershey. Solicitó ayuda al gobierno holandés alegando que era capaz de realizar un telescopio superior si se le apoyaba financieramente, pero cuando los Estados Generales se mostraron reacios prohibió a todo el mundo ver su telescopio. Estos consideraron que el invento era demasiado simple para que se le reconociera una patente. Sin embargo se le concedió finalmente una pequeña recompensa a Jacob Metius y se contrató a Lippershey para realizar varias versiones binoculares de su telescopio por las que se le pagó generosamente. A su muerte, siguiendo sus deseos, sus herramientas fueron destruidas para evitar que nadie pudiera reclamar como suyo su invento.
Según Charles Hutton en su Diccionario Matemático y Filosófico:
"En 1620 Jacobo Metius de Alcmaer, hermano de Adrian Metius quien era profesor de matemáticas en Franeker, vino con Drebel a Middleburg, y allí compró telescopios de los hijos de Jansen, quien los había divulgado; y así este Adrian Metius concedió a su hermano el honor del invento, lo cual también fue erróneamente reconocido por Descartes."